# Nationalkonservatisme
 Der er for få eller ingen kildehenvisninger i denne artikel, hvilket er et problem. Du kan hjælpe ved at angive troværdige kilder til de påstande, som fremføres i artiklen.

Nationalkonservatisme er en ideologisk retning, der forener nationalisme og konservatisme.[kilde mangler] Nationalkonservatisme er en ideologi, som i højere grad end konservatismen fokuserer på at opretholde de kulturelle og etniske identitet i et land. Nogle kendetegn ved nationalkonservative partier er, at de i høj grad ønsker national suverænitet, og at de er indvandrerkritiske.
I Danmark har især Nye Borgerlige, Dansk Folkeparti og Danmarksdemokraterne nationalkonservative træk. Tidligere var det Konservative Folkeparti mere nationalkonservativt præget, og partiets tidligere formand Søren Pape forsøgte at genintroducere et element af nationalisme i partiets profil ved en mere markant profilering af danske værdier. I oktober 2015 stiftede den tidligere konservative folketingskandidat og byrådsmedlem i Helsingør Pernille Vermund sammen med Peter Seier Christensen, og tidligere folketingskandidat for Liberal Alliance Svend Pedersen et parti med navnet Nye Borgerlige, der kombinerer nationalkonservatisme med markedsliberalisme.
Et historisk dansk eksempel på et nationalkonservativt parti var Knud Kristensens De Uafhængige, og et endnu klarere eksempel på nationalkonservatisme i Danmark sås hos det nu nedlagte tidssskrift Nomos.